# Papuligobius
Papuligobius és un gènere de peixos de la família dels gòbids i de l'ordre dels perciformes.

## Taxonomia
- Papuligobius ocellatus (Fowler, 1937)[2]
- Papuligobius uniporus (Chen & Kottelat, 2003)[3][4][5][6][7][8][9]